# Consulat général du Portugal à Paris
Le consulat général du Portugal à Paris (en portugais, Consulado Geral de Portugal em Paris) est une représentation consulaire de la République portugaise en France. Il est situé 6 rue Georges-Berger, à Paris, en Île-de-France.